# M-tal
M-tal är ett tal som anger en tjurs avelsvärde med avseende på hans anlag för mjölkproduktion, baserat på hans döttrars avkastningssiffror. M = 100 betyder att tjurens nedärvningsförmåga för nämnda egenskap ligger i nivå med rasens genomsnitt.
Före 1974 användes måttet F-tal, vilket betecknade döttrarnas produktionsförmåga.